# آب‌انبار قلعه فیروزآباد
آب‌انبار قلعه فیروز آباد مربوط به دوره قاجار است و در میبد، محله فیروزآباد واقع شده و این اثر در تاریخ ۲۴ اسفند ۱۳۸۳ با شمارهٔ ثبت ۱۱۶۳۷ به‌عنوان یکی از آثار ملی ایران به ثبت رسیده است.